# Martwica korkowa
Martwica korkowa, korowina, rytidom – pokłady martwego łyka poprzedzielane korkiem i ewentualnie przekształconą fellodermą kolejno tworzonych peryderm, funkcjonujące łącznie jako element układu okrywającego. Martwica korkowa stanowi okrywę mechaniczną, a także ochronę chemiczną oraz termiczną. Często jest również elementem układu mechanicznego.